# دولت أباد (تشادغان)
دولت أباد (بالإنجليزية: Dowlatabad, Chadegan)‏ هي قرية تقع في قسم تشنارود الجنوبي الريفي (مقاطعة تشادغان) في إيران. يقدر عدد سكانها بـ 100 نسمة .